# Геніка Ростислав Володимирович
Ростислав Володимирович Геніка  (27 жовтня 1859, Корчевской повіт, нині Тверська область — 9 грудня 1942 (?)) — піаніст, педагог, музичний критик, мемуарист.

## Біографія
У 1879 — закінчив Московську консерваторію (клас Миколи Рубинштейна), теоретичні предмети вивчав у П. І. Чайковського — про обох надалі опублікував спогади, в яких, як відмічає Олександр Познанський, живо відтворені консерваторська атмосфера і особа Рубінштейна, а Чайковський описаний в панегіричних тонах.
З 1880 — викладав у музичних класах при Харківському відділенні Імператорського Російського музичного товариства, з 1883 — в Харківському музичному училищі  (пізніше Харківська консерваторія).
З 1896 — співпрацював із "Російською музичною газетою" (С.-Петербург) як її харківський кореспондент.
Концертував у Харкові, був, як повідомляється, одним із перших російських піаністів, що почали вводити в концертний репертуар п'єси з циклу Чайковського "Пори року".
У 1922 емігрував, жив у Чехословаччині.

## Опубліковані праці

### Книги

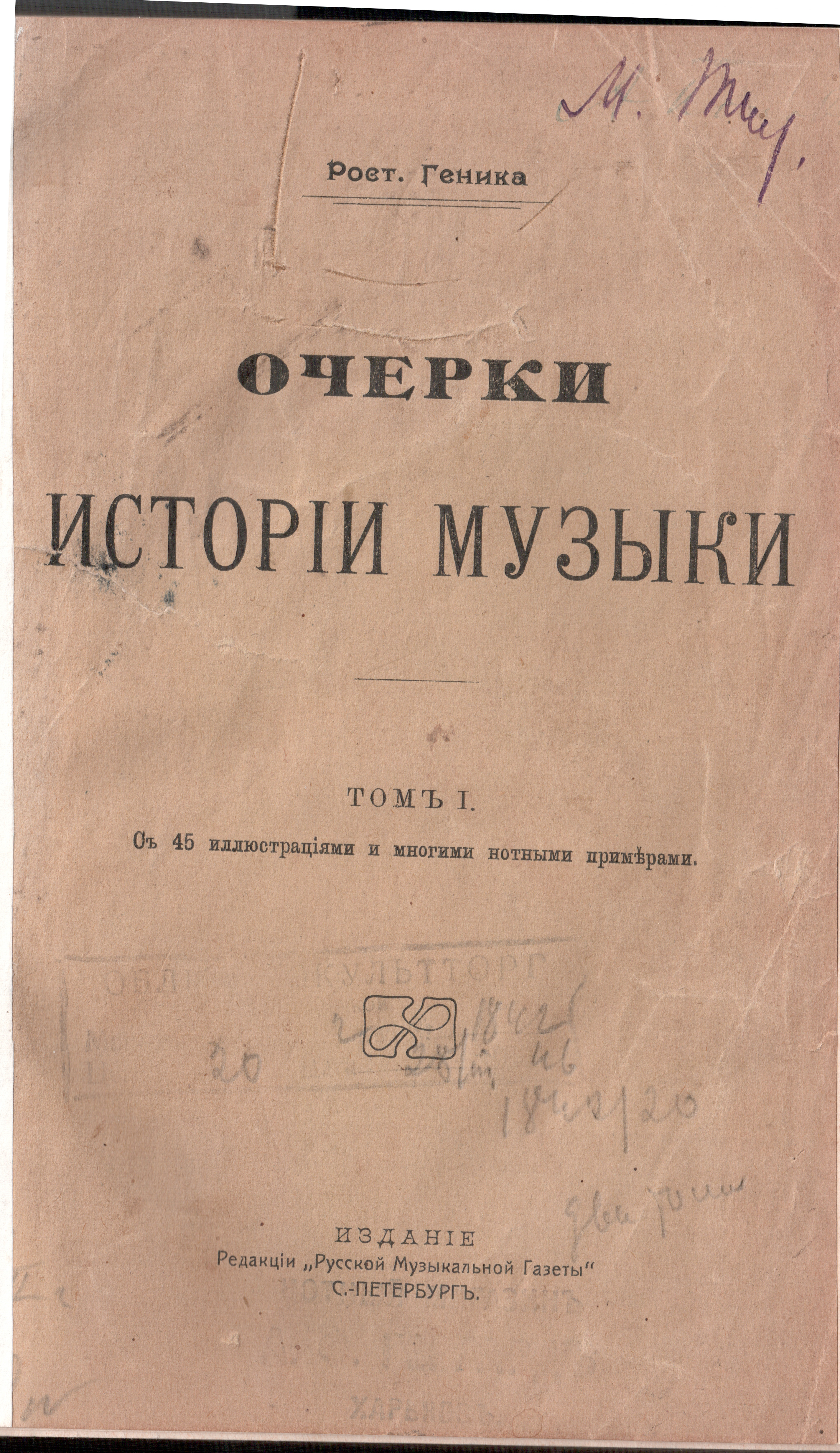

- История фортепиано в связи с историей фортепианной виртуозности и литературы. В 2 ч. Ч. 1. М.: П. Юргенсон, 1896. 216 с.
- Из летописей фортепиано. Музыкально-исторические очерки. — СПб., 1905.
- Шуман и его фортепианное творчество. — СПб., 1907.
- Фортепианное творчество П. И. Чайковского. — СПб., 1909.
- Очерки истории музыки. Т. I-II. — СПб, 1911-1912.

### Статті
- Бетховен: Значение его творчества в области фортепианной композиции // Русская музыкальная газета. - 1899. - №№ 1-3, 5-6, 8-10.
- Из консерваторских воспоминаний // Русская музыкальная газета. — 1916. — №№ 36-37, 40, 42-44, 47, 49.
- Фортепианное творчество А. Г. Рубинштейна // Русская музыкальная газета. — 1918. — №№ 1-2, 5-10.